# Monumentul Eroilor din Primul Război Mondial din orașul Brezoi
În ultimele zile ale lunii septembrie 1916, în cadrul operațiunilor defensive desfășurate de armata română pe crestele Carpaților, trupele Corpului I Armată, aflate sub comanda generalului David Praporgescu, au reușit să respingă ofensiva forțelor Puterilor Centrale în zona strategică a Văii Oltului, parte a frontului transilvănean.
Această reușită militară a fost obținută cu prețul unor lupte crâncene, desfășurate timp de zece zile, în care au fost înregistrate pierderi semnificative. Printre cei căzuți s-a numărat și generalul David Praporgescu, care a fost grav rănit în data de 30 septembrie/13 octombrie 1916, în timpul unei inspecții efectuate în apropierea pârâului Câineni, pierzându-și ulterior viața.
Monumentul Eroilor din Primul Război Mondial din Brezoi simbolizează România Mare.
Pe o stâncă aflată în apropierea sediului Primăriei din Brezoi, județul Vâlcea, se înalță Monumentul Eroilor din Primul Război Mondial, dedicat memoriei a 153 de locuitori din (Brezoi și din satele învecinate Călinești, Mălaia și Voineasa), monumentul simbolizănd jertfa acestora în procesul de unificare națională și înfăptuirea României Mari.
Monumentul Eroilor din Brezoi a fost inaugurat în anul 1926,  după ce piatra de temelie fusese așezată în 1922, în cadrul unei ceremonii solemne la care au luat parte autoritățile locale. Printre cei prezenți s-au numărat primarul Ion Bardașu, prefectul Traian Mihăiescu și Otto Austerlitz, directorul societății „Carpatina”. Evenimentul a reunit, de asemenea, elevii școlii locale, muncitori ai întreprinderii „Carpatina” – coordonați de directorii Nicolae Iepureanu și Gh. Vasilescu – precum și locuitori ai comunităților învecinate.
În intervalul 1930–1933, la inițiativa familiei sublocotenentului Teodor Gh. Crăsnaru, căzut în luptele din 1916 de pe Valea Oltului, a fost adăugată o cruce de marmură. Eroul, în vârstă de doar 26 de ani la momentul morții, fusese singurul fiu al familiei.
După instaurarea regimului comunist, începând cu anul 1948, monumentul a suferit modificări substanțiale. Elemente decorative din marmură au fost vopsite în roșu, culoare asociată simbolic ideologiei comuniste. Totodată, medalioanele din bronz reprezentând pe Regele Ferdinand și Regina Maria, alături de stema regală executată din bronz, au fost îndepărtate de autoritățile vremii.
Monumentul Eroilor din Brezoi se remarcă prin unicitatea sa, fiind nu doar un omagiu adus celor căzuți în Primul Război Mondial, ci și o sinteză simbolică a principalelor etape din istoria poporului român până în anul 1918. Prin detaliile sale arhitecturale și inscripții, monumentul evocă formarea statelor medievale românești și reunește, într-un singur ansamblu comemorativ, toate provinciile istorice care au alcătuit România Mare.
Sunt amintite, astfel, regiunile: Basarabia, Moldova, Dobrogea, Bucovina, Muntenia, Oltenia, Banat, Crișana, Transilvania și Maramureș – ca părți integrante ale identității naționale. Printre datele gravate se numără perioada 1812–1918 pentru Basarabia, marcând timpul cât această regiune s-a aflat sub dominație rusă, și anii 1775–1918 pentru Bucovina, interval în care teritoriul a fost controlat de Imperiul Austro-Ungar.
Lista nominală a eroilor români centralizați în orașul Brezoi, județul Vâlcea
Lista eroilor români din Primul Război Mondial, înhumați în Cimitirul eroilor din orașul Brezoi, sat Călinești, județul Vâlcea
Monumentul este înscris ca monument istoric, cu codul LMI: VL-III-m-B-09992